# Terzolas
Terzolas település Olaszországban, Trento megyében. Lakosainak száma 633 fő (2023. január 1.). Terzolas Caldes, Cles és Malè községekkel határos.

## Népesség
A település népességének változása:
| Lakosok száma | 610  | 638  | 626  | 633  |
|               | 2008 | 2017 | 2018 | 2023 |